# EVisitor
eVisitor – australijski system wiz elektronicznych uruchomiony w dniu 27 października 2008 roku. System eVisitor przeznaczony jest dla osób mieszkających w kraju innym niż Australia, a pragnących odwiedzić Australię w celach turystycznych lub biznesowych, niezwiązanych bezpośrednio z wykonywaniem pracy zarobkowej. Za cele turystyczne uważa się spędzanie wakacji, zwiedzanie, odwiedziny rodziny lub przyjaciół.
Osoby zarejestrowane w systemie eVisitor, które otrzymały decyzję pozytywną w sprawie przyznania zezwolenia na wjazd, nie potrzebują standardowej wizy wklejanej do paszportu, nie potrzebują także, przed podróżą do Australii, odwiedzać ambasady lub konsulatu australijskiego w celu ubiegania się o wizę turystyczną.
System eVisitor zezwala na podróż i przebywanie na terenie Australii przez okres 3 miesięcy w przeciągu 12 miesięcy od dnia rejestracji w systemie.
System funkcjonował do 2013 roku.

## Opłaty i warunki przyznawania
Rejestracja w systemie eVisitor jest bezpłatna. Nie są pobierane żadne opłaty za rozpatrzenie wniosku.
Aby otrzymać zezwolenie na wjazd do Australii w ramach programu eVisitor, należy spełnić poniższe warunki:
- nie można w Australii podejmować nauki lub szkoleń przez okres dłuższy niż 3 miesiące;
- nie można chorować na gruźlicę w czasie podróży i wjazdu do Australii;
- nie można być skazanym za przestępstwo kryminalne wyrokiem 12 miesięcy pozbawienia wolności lub dłuższym (niezależnie od tego, czy kara jest odbywana, czy nie) w chwili podróży i wjazdu do Australii.

Jeżeli podróż do Australii odbywana jest w celach służbowych (biznesowych) to nie można:
- pracować w Australii (z wyjątkiem ściśle określonych sytuacji, np. gdy praca jest wysoko specjalistyczna);
- podejmować w Australii pracy, którą mógłby wykonywać obywatel Australii lub osoba posiadająca w Australii zezwolenie na stały pobyt.

Jeżeli podróż do Australii odbywana jest w celach turystycznych to:
- nie można pracować na terenie Australii. Ograniczone prace w formie wolontariatu mogą być akceptowane.

Niespełnienie powyższych warunków może skutkować odmową wpuszczenia na teren Australii, a w przyszłości także odmową przyznania kolejnego zezwolenia na wjazd w ramach systemu eVisitor.

## Kraje objęte australijskim systememeVisitor
Obywatele następujących krajów są objęci systemem eVisitor:
| - Austria - Belgia - Bułgaria - Chorwacja - Cypr - Czechy - Dania - Estonia - Finlandia - Francja - Grecja - Hiszpania - Holandia - Irlandia | - Litwa - Luksemburg - Łotwa - Malta - Niemcy - Polska - Portugalia - Rumunia - Słowacja - Słowenia - Szwecja - Węgry - Włochy |

| - Andora - Islandia - Liechtenstein - Monako - Norwegia - San Marino - Szwajcaria - Watykan - Wielka Brytania |